# Le Prussien
Pour plus de détails, voir Fiche technique et Distribution.
Le Prussien est un téléfilm du réalisateur français Jean L'Hôte diffusé le 29 novembre 1971. Il marque les débuts à l'écran d'Isabelle Huppert.

## Synopsis
A la mort d'une vieille parente que sa famille avait reniée parce qu'elle avait épousé un Prussien, les héritiers viennent revendiquer l'héritage malgré la présence silencieuse du vieil homme veuf. 

## Distribution
- Edmond Beauchamp : le 'Prussien'
- Françoise Lugagne : Lucie
- Alfred Adam : Victor
- Jacques Rispal : Auguste
- Denise Bailly : Madeleine
- Jeanne Hardeyn : Marguerite
- Mélane Brevan : Marie-Thérèse
- Isabelle Huppert : Élisabeth
- Freddy Schluck : Jules
- Marc Chapiteau : Paul
- Max Doria : Alfred
- Andrée Tainsy : Yvonne
- Alexandre Rignault : le notaire
- Jacques Maginot : le fossoyeur

## Principaux lieux de tournage
- Cirey-sur-Vezouze (Meurthe-et-Moselle)
- Petitmont (Meurthe-et-Moselle)